# José Cuchy
José Cuchy Arnau (1860-1936) fue un ilustrador, dibujante y pintor español.

## Biografía
Nacido en 1860 en la localidad puertorriqueña de Arecibo, emigró joven a la península ibérica, donde cultivó la pintura. En la Exposición Universal de Barcelona de 1888 obtuvo premio por su cuadro Tentación.
Ilustró libros como Insolación (1889) de Emilia Pardo Bazán, La espuma (1891) de Armando Palacio Valdés —junto a M. Alcázar— o Morir para amar ó La muerta enamorada (1896) de Luis de Val. También colaboró en la prensa ilustrada de la época como dibujante, ejerciendo por ejemplo como director artístico de La Semana Cómica, donde fue sustituido por Mecachis.
La Biblioteca Nacional de España recoge que habría fallecido en Barcelona en 1925, sin embargo Juan Antonio Gaya Nuño, quien afirma de Cuchy que habría caído en una «desagradable pintura sensiblera», sostiene que falleció el 7 de agosto de 1936.